# Škoda Fabia RS Rally2
La Škoda Fabia RS Rally2 est une voiture de rallye construite par Škoda Motorsport qui est basée sur la quatrième génération de la Škoda Fabia de série. Il s'agit de la deuxième mise à jour améliorée de la Fabia R5 d'origine et de la même génération, remplaçant la Škoda Fabia Rally2 evo (en). La voiture a été lancée le 14 juin 2022 lors d'une présentation au siège de Škoda à Mladá Boleslav, en Tchéquie et elle devrait entrer en compétition en septembre 2022.
Quatre pilotes notables ont participé au développement de la Fabia RS Rally2, le Norvégien Andreas Mikkelsen, le Britannique Kris Meeke, le Tchèque Jan Kopecký et le Finlandais Emil Lindholm. La voiture a été testée de manière approfondie sur diverses surfaces telles que le gravier, la neige et l'asphalte, et dans des endroits tels que la Finlande, l'Espagne, la France et l'Italie.